# Gray Box
A Gray Box egy párizsi székhelyű interdiszciplináris társulat a kortárstánc, a performansz és a képzőművészet határán, melyet Ádám Anna (színházi alkotó és vizuális művész) és Sally O'Neill (táncos, koreográfus) alapítottak 2014-ben azzal a céllal, hogy összművészeti projektek formájában újragondolják a saját szakmáikat meghatározó és behatároló konvencionális tereket, viszonyokat és működési sémákat. A társulat jelenlegi művészeti vezetője Jean-François Bouillon.

A Gray Box társulat előadásaiban fontos szerepet kap a képzőművészet és a divat: tárgyak, vizuális elemek, egyedi ruhák (műtestszőr, rókabunda, két ujjánál fogva összevarrt pulcsik, fejet takaró, mezei virágmintás, feszesen testre simuló, bokáig szorító morfsuit szerű zsákruhák...) és kiegészítők (neonszínekben pompázó fátyol, Dávidnak szignált bukósisak, lyukas, kopottasan kék ormányos pamutfelöltő...) gyakori használata. Ezek a művészek és designerek által készített használati tárgyakká vált műtárgyak közös együttműködések és workshopok révén jönnek létre. 
"Egy olyan eszköztárról van szó, amelyik performanszonként, sőt egy-egy performansz folyamán mindig más és más funkciót és szerepet tölt be. Leginkább a  Guy de Cointet által használt “scenic objects” kategóriába tudnám sorolni, amelyik egyrészt multifunkcionális másrészt aktiválható tárgyak együttese. Tehát egy Gray Box-ruha, attól függően, hogy éppen hogyan van aktiválva, lehet egyszerűen a test és a textil között kialakult tér, vagy jelmez, kiegészítő, kellék, díszlet, de akár szereplő is…" 

## Válogatott előadások

### CLASH, 2019
"Meg is akarom tenni, és nem is. Vágyok rá, és mégsem. Kell, de nem szabad. Akarom, de tudom, hogy nem kéne... és mégis megteszem. Vagy mégsem?"
A “CLASH” c. tánc szóló a vágyról szól, a visszatartó erőkről és a kettő közötti harcról. Az előadás a társadalmi normákkal és elvárásokkal, vallási és erkölcsi örökséggel való konfrontációnkra, személyes küzdelmünkre helyezi a hangsúlyt. Őrlődés, vívódás, ez a kísértés és kontroll, akarat és önmegtartóztatás párbajának szólója, melynek erőterét az ellentétekben rejlő feszültségek táplálják. Óda a vágyhoz és siralomének a lemondáshoz egyszerre.
Koncepció, koreográfia: Ádám Anna
Előadó: Gaál Júlia
Zene: Komjáthy Boldizsár
Fény: Major Mátyás

### Secret Garden, 2018

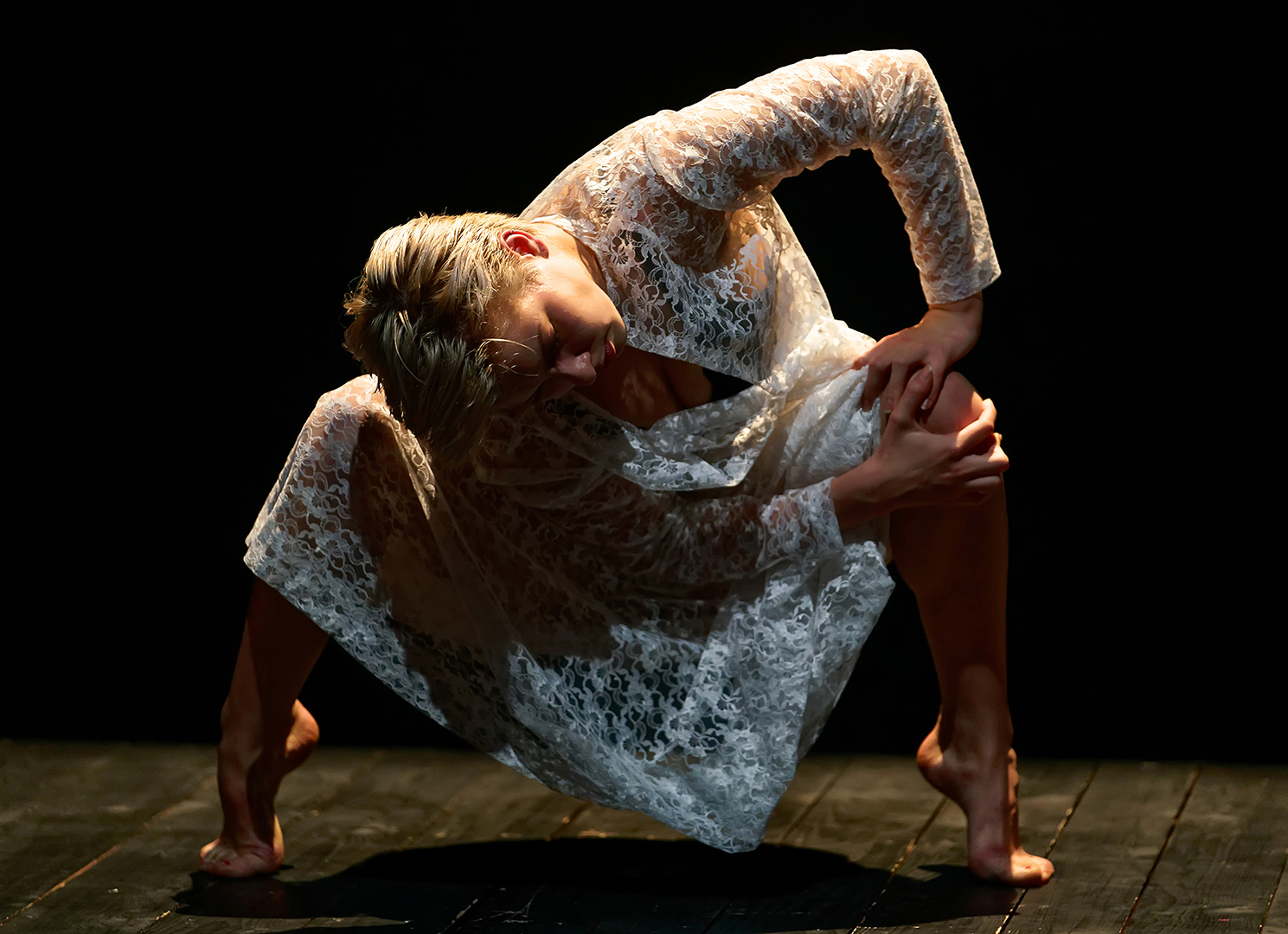
"Secret Garden", MU Színház előadás, Fotó: Mészáros Csaba, 2018.

Mi számít ma bűnnek? Bűn-e a hűtlenség? A hazugság? A játék? Lehet-e bűn a másik iránti vágy? Létezik-e bűnös szerelem? Vannak-e bűnös érzelmek? Mi a bűnözés lelki következménye? Hogy viszonyul egymáshoz a bűnhődés, a lelkiismeret és a bűntudat? Mekkora befolyása van a vallási örökségnek, a társadalmi normáknak és elvárásoknak tulajdon bűntudatunkra? Miből fakad a szégyenérzet? A "Secret Garden" c. tánc szóló döntéseinkkel és cselekedeteinkkel való szembenézésre, elszámolásra helyezi a hangsúlyt. Az előadásban a táncos tetteiért felel: a színpad gyónás, vezekelés és megtisztulás helyszínévé válik.
- Koncepció, rendező, látvány, jelmez: Ádám Anna
- Koreográfia: Ádám Anna, Kiss Rebeka Petra
- Előadó: Kiss Rebeka Petra
- Zene: Komjáthy Boldizsár
- Fény: Major Mátyás

### sorry not sorry, 2018

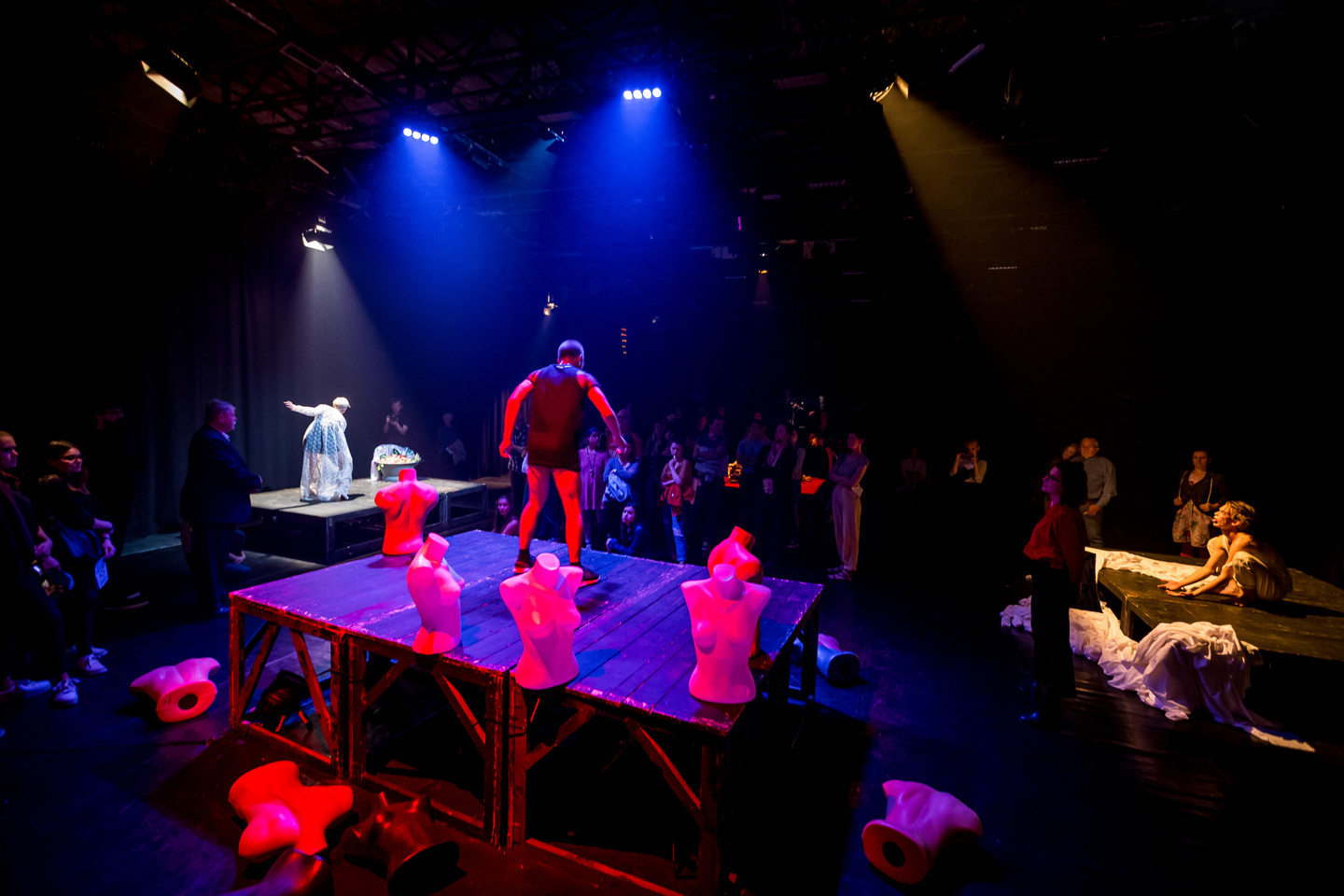
"sorry not sorry", MU Színház előadás, Fotó: Mudra László, 2018.

A “sorry not sorry” egy színházi triptichon, amely a Biblia szexualitással foglalkozó erkölcsi tanításainak örökségét, jelenkori társadalmi vetületét vizsgálja három színpadon és három szólón keresztül. Kő, föld, fenyőmulcs, virág; a szólók helyszíne nem más, mint a kert: egy olyan organikus, álomszerű, egyszerre képzeletbeli és valós tér, amely szimbolikus térbe futtatja ki a valós cselekedeteket, a szimbólumok számára pedig a testi ábrázolás lehetőségével szolgál. Az első színpad a Biblia szexuális élettel foglalkozó törvényeit és tanításait sorakoztatja fel és kérdőjelezi meg az anyag és a szellem, a földi és az isteni létezés dualitására épülő Tiltott Kertben, ahol a rossz az anyaghoz, a porhoz, a jó pedig a szellemhez kötődik. A középső színpadon a bűnbeesés pillanata áll középpontban, egy buja, vad Belső Kert bódító mámorában. A harmadik színpad pedig az elszámolásra, büntetésre és bűnhődési formákra helyezi a hangsúlyt egy megsínylett Titkos Kert lepusztult kietlenségében. A három színpad hol kiegészíti egymást, hol ellentmond egymásnak, hol párbeszédet folytatnak, hol kapcsolódnak egymáshoz, hol pedig saját útra térnek.
Koncepció, rendező, látvány: Ádám Anna
Alkotók, előadók: Gaál Júlia, Kiss Rebeka Petra, Lukács Levente
Zene: Komjáthy Boldizsár
Fény: Major Mátyás
Rendezőasszisztens: Cserna Endre

### Piknik az Édenben, 2018

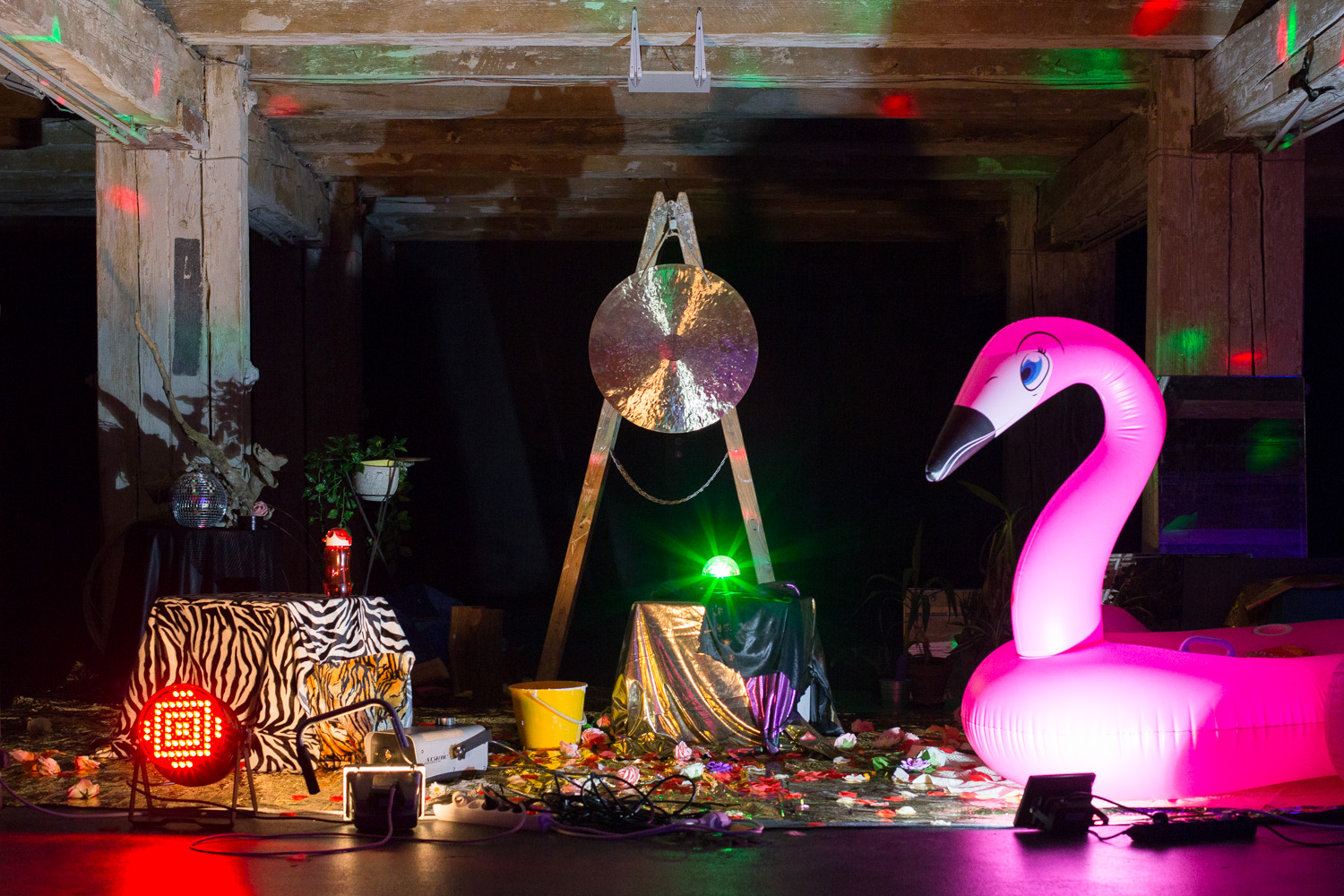
"Piknik az Édenben", Küszöb Fesztivál, Fotó: Zellei Boglárka, 2018.

Reality show közvetítés egyenesen a Paradicsomból szappanoperába illő románccal, izzasztó testépítéssel és liturgikus karaoke show-val fűszerezve, amiben evergreen szuperhőseink a fő bűnöket felsorakoztatva nekimennek a zsidó-keresztény erkölcshagyomány szexuális etikájának és alternatív teremtéstörténetet írnak az Édenkert, a konditerem, az Instagram és a Messenger tengelyén.

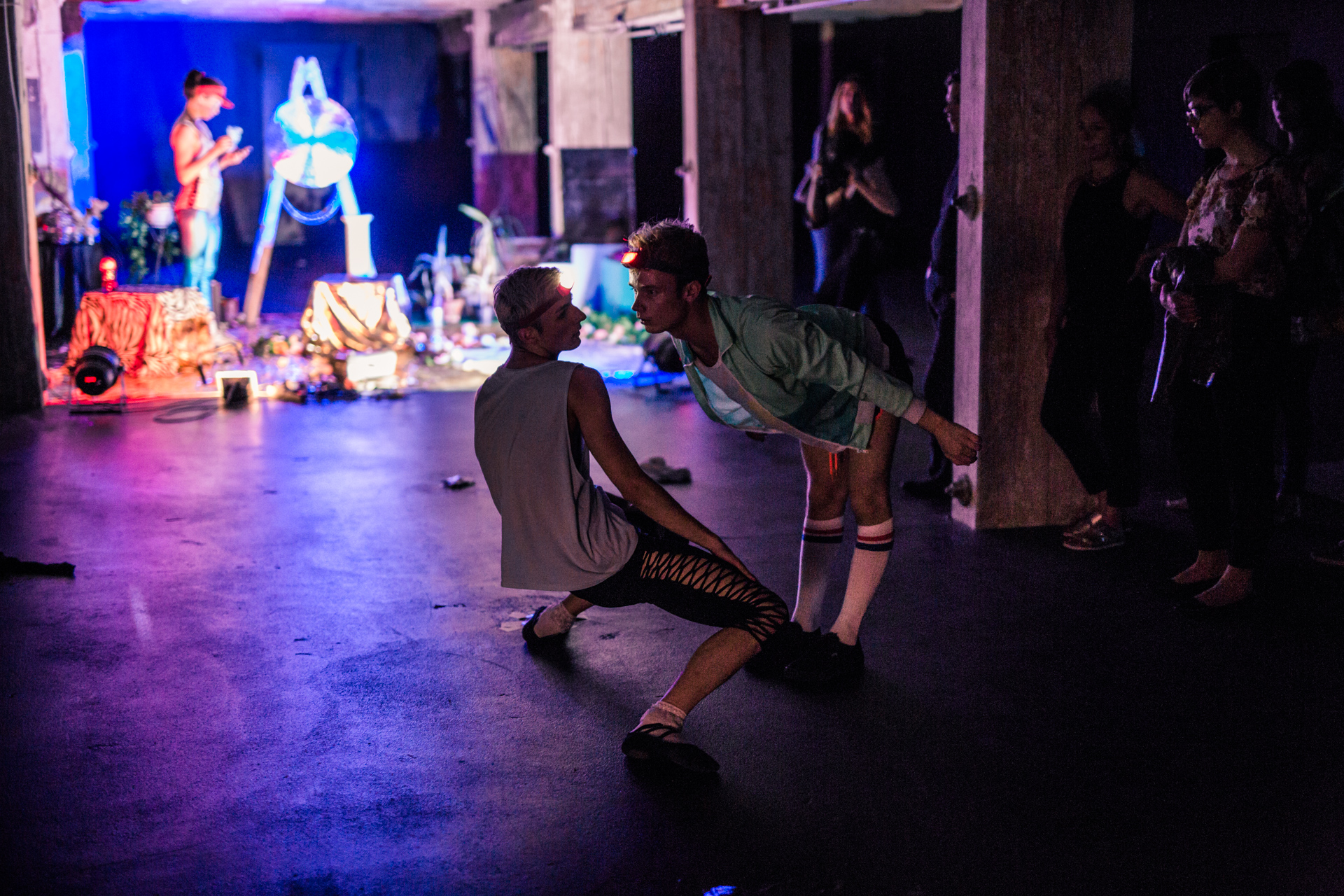
"Piknik az Édenben", Küszöb Fesztivál, Fotó: Sin Olivér, 2018.

Koncepció, rendezés, díszlet, jelmez, látvány: Ádám Anna
Kurátor: Maj Ajna
Előadók:
- Ádám: Lukács Levente
- Ádám pasija: Horváth Attila
- Éva: Nagy Edi
- Kígyó: Záhonyi-Ábel Vanessza (DancehallQueen Vanessa Diamond)
- Lilith: Gunther Dóra

Hang, zene: Cserne Kata, Dányi Dániel

### Mapping Memories, 2014
Performansz, videó és in-situ térinstalláció, mely a rendszerváltás óta bekövetkező rohamos építészeti, városképi és strukturális változásokat térképezi fel helyi lakosok anekdotáinak és történeteinek fényében. A közösségi, interaktív és részvételi projekt szubjektív térképek és a térképekhez kapcsolódó tárgyak "aktiválására" létrehozott performansz-kották, "aktiválási-protokollok", performansz-instrukciók gyűjteménye. Az "aktiválás" itt nem tárgyak “életre keltését”, hanem azok passzív állapotának az ideiglenes felfüggesztését jelenti: On-Off... Ezek az 'aktiválási' forgatókönyvek, Claude Rutault "definitions/methods"-jaihoz hasonlóan, egy általunk szerkesztett kiadványban vannak összegyűjtve.
Koncepció, koreográfia: Ádám Anna, Sally O'Neill